# Důl Michael (Brandýsek)
Důl Michael je uzavřený černouhelný důl v Brandýsku v okrese Kladno. Areál provozních budov s těžní věží je od roku 1996 chráněn jako kulturní památka.

## Historie
Po ověření hlubinným vrtem v Brandýské kamenouhelné depresi byla c. k. kutební a vrtební komisí v roce 1842 založena vrtná jáma poblíž císařské silnice Praha–Slaný–Louny.

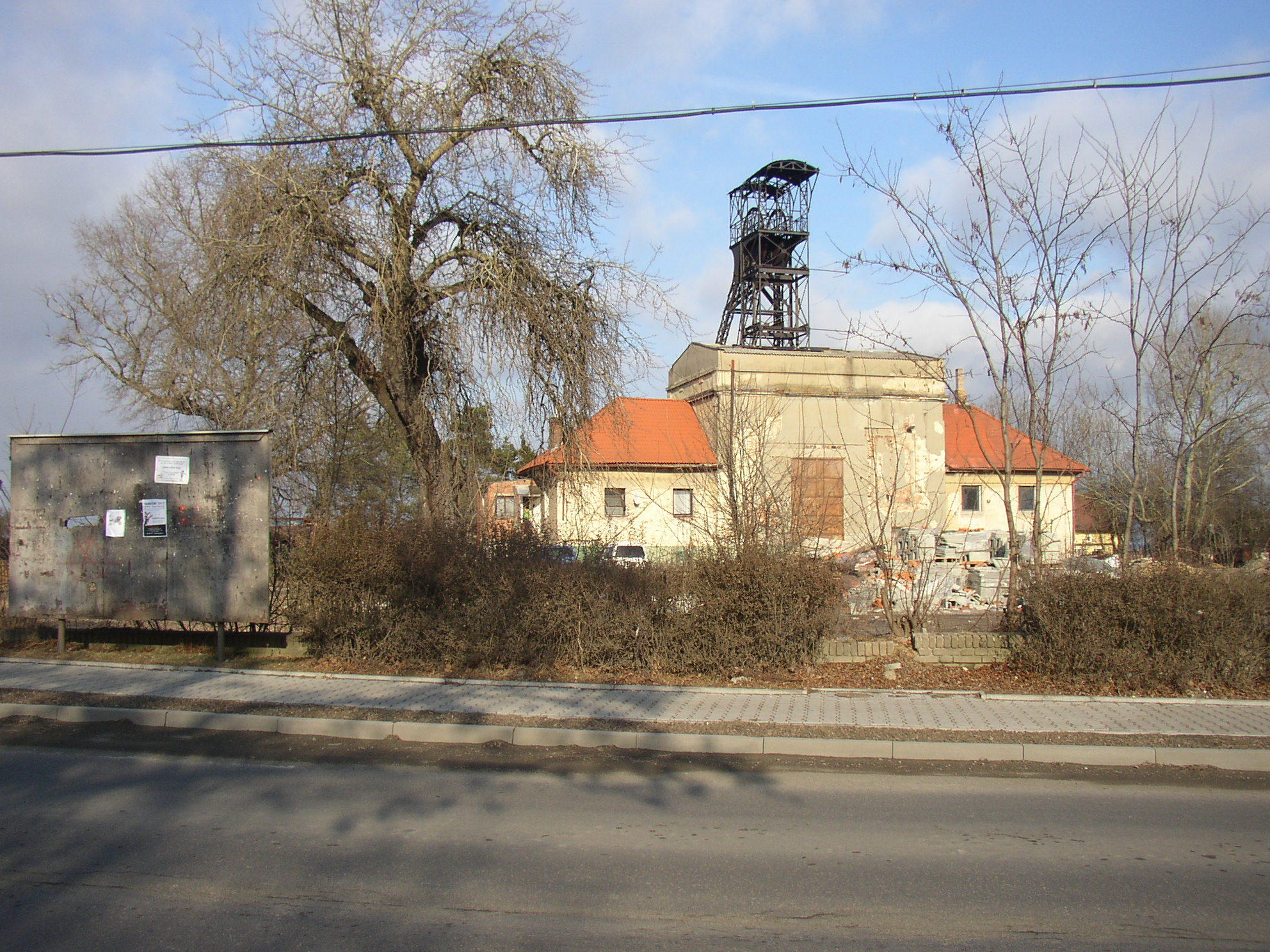
Areál dolu

Centrální důl (také dvojdůl) s kompozicí čestného dvora byl postaven s kutací (těžní) a vodní jámou, které byly od sebe vzdáleny asi 70 m. Kutací jáma byla později nazvána Michael a vodní jáma Layer podle c. k. dvorního rady Michaela Layera. Jáma Michael byla dohloubena až v roce 1854 a jáma Layer byla zahloubena později a dohloubena až v roce 1857. Důl zahrnoval kotelnu, úpravnu se suchou třídičkou a uhelným prádlem se sazečkami, dílny, správní budovy a váhy. Rozsáhlé mechanické dílny, kde se vyráběla lana byly přestěhovány na Důl Thienfeld a byly později základem podniku Kablo Kladno.
Těžba byla zahájena v roce 1855, v tomtéž roce přešel důl do rukou nově zřízené společnosti C. k. privilegovaná rakouská společnost státní dráhy, která důl označila pořadovým číslem No. XI. Těžba pokračovala do roku 1865 pak byl důl zatopen. Důvodem k zastavení byla nízká kvalita uhlí (vysoká popelnatost), nízká produktivita a značné přítoky vody. V letech 1906–1907 byla zahájena příprava na těžbu uhlí a zahájeno čerpání vody. Změna názoru na těžbu opět ukončila čerpání vody v hloubce 244 m a důl byl opět zatopen. V období 1918–1937 byla vlastníkem akciová společnost Kamenouhelné doly Kladno a následně jej vlastnila Pražská železářská společnost do roku 1945. V letech 1953–1957 se znovu uvažovalo o zahájení těžby. Byly rekonstruovány budovy a strojní vybavení, bylo zahájeno čerpání vody. V roce 1965 i přes značné investice do dolu byl opět zatopen a jáma sloužila jako zdroj pitné vody pro Brandýsek. V roce 1997 byla jámová budova s těžní věží prohlášena kulturní památkou. Likvidace jam byla provedeno v roce 2000. Areál dolu s jámovou budovou v roce 2012 zakoupil Jan Bor pro svou firmu. 

## Popis

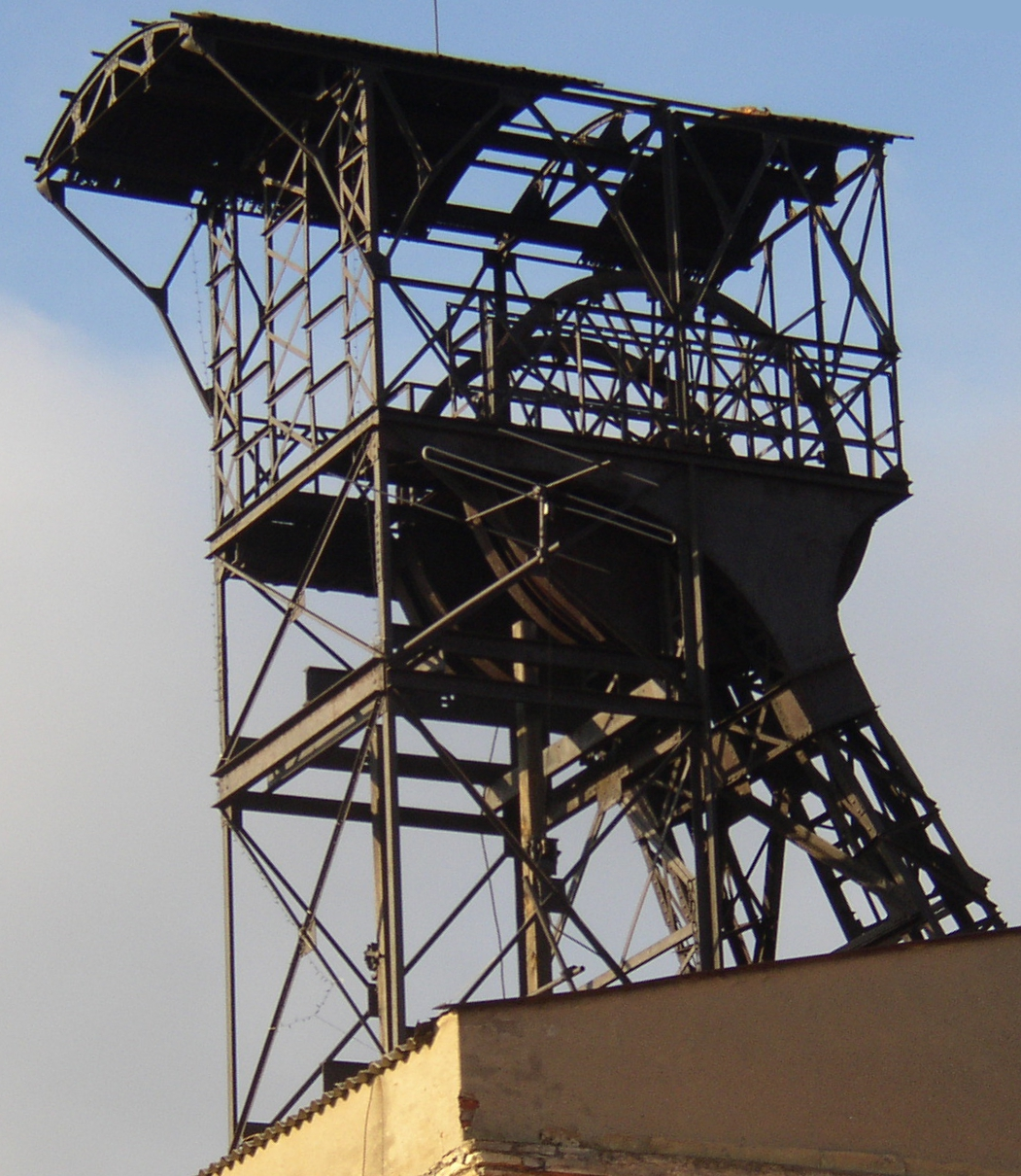
Těžní věž

Důl byl situován na půdorysu obdélníků. Mezi oběma jámovými budovami byla společná kotelna, v jejíž ose dominoval komín. Jáma Michael původně měla zděnou těžní budovu postavenou na půdorysu písmene T se zděnou těžní věží, do které byla v letech 1906–1907 vložena vzpěrová příhradová těžní věž německého typu. Těžní budova byla při této rekonstrukci snížena o štítové průčelí a snesena valbová střecha. Na jámovou budovu navazovala strojovna dvouválcového těžního parního stroje. Po stranách v křídlech byly provozní místnosti. 
Jáma MichaelJáma měla profil jámy obdélníkový o rozměrech 2,4 × 7,83 m do hloubky 238 m a dále o menším průřezu 2,4 × 4,78 m do konečné hloubky 276,9 m. Hloubení bylo prováděno v tvrdém pískovci. Jáma byla určena k těžbě a větrání. Na ohlubni byla postavena větrná pec k zlepšení oběhu větrů.
Jáma LayerJáma Layer měla obdélníkový průřez o rozměrech 2,6 × 6,0 m do hloubky 280,8 m. Hloubení asi 1847–1856 v tvrdém pískovci. V roce 1845 byl k zvládnutí značných přítoků vody instalován malý vodotěžný stroj. Později v letech 1847 do 1856 byly pro pohon pump instalovány dva parní stroje o výkonu 60 HP (44 kW) a 80 HP (59 kW). Pro zvládnutí průvalu vod v roce 1857 byl instalován vodotěžný parní stroj o výkonu 140 HP (103 kW), který byl po ukončení provozu převezen na Důl Kübeck v Kladně.
Z dolu se zachoval areál těžní věže sestávající z objektu jámové těžní budovy, která je zděná, patrová se sedlovou střechou a s bočními křídly s valbovými střechami. Ze sedlové střechy těžní budovy vyrůstá příhradová ocelová těžní věž. Severovýchodním směrem na budovu těžní věže navazuje zděná patrová budova strojovny se zachovanými průčelními štíty, stojící na půdorysu písmene L.

## Hornická kolonie
Součástí dolu byla hornická kolonie postavena v jednotném architektonickém stylu, který zanikl značnými přestavbami a dostavbami. Kolonii nechala postavit Rakouská společnost státní dráhy v roce 1852. Domy byly přízemní 32 m dlouhé. Kolonie byla tvořena deseti skupinami se šesti dvoutraktovými domky uzavřené na obou koncích patrovými dvojdomky se čtyřmi byty pro mistry. Kolonie měla půdorys písmene L a ze dvou stran uzavírala hranicí dolu. Pomyslný čtverec dotvářely důl a železniční nádraží. Provozní část od obytné byla rozdělena širokým pásem zeleně a parkem. Domy byly zděné zdobené vlysem z červených cihel, který dělil patra. Hladce omítané zdivo bylo v patrech zdobeno geometrickou šambránou, v přízemí byly použity segmentové záklenky. Sedlové střechy byly předsazeny s profilovanými trámy. Stavebním materiálem byla lomová opuka. Cihly, které vyráběla společnost ve vlastních cihelnách, byly používány na armaturu nebo záklenky oken a dveří.